# Olaf Hense
Olaf Hense (ur. 19 listopada 1967 w Dortmundzie) – niemiecki lekkoatleta specjalizujący się w długich biegach płotkarskich, uczestnik letnich igrzysk olimpijskich w Barcelonie (1992). W czasie swojej kariery reprezentował również barwy Republiki Federalnej Niemiec.

## Sukcesy sportowe
- czterokrotny medalista Niemiec w biegu na 400 metrów przez płotki – trzykrotnie złoty (1991, 1992, 1995) oraz srebrny (1990)[1]

| Rok  | Miasto    | Zawody             | Konkurencja        | Wynik         |
| ---- | --------- | ------------------ | ------------------ | ------------- |
| 1993 | Stuttgart | Mistrzostwa świata | sztafeta 4 × 400 m | brązowy medal |

## Rekordy życiowe
- bieg na 400 metrów – 45,96 – Bad Homburg 10/06/1993
- bieg na 400 metrów (hala) – 47,51 – Dortmund 09/02/1997
- bieg na 600 metrów – 1:17,77 – Pliezhausen 08/05/1997
- bieg na 400 metrów przez płotki – 48,48 – Rzym 26/06/1993